# Biotribologia
Biotribologia – dziedzina tribologii zajmująca się opisem tarcia oraz zużycia i smarowania w węzłach tarcia występujących w organizmach żywych.
Węzłami tarcia ślizgowego w organizmie człowieka są na przykład stawy biodrowe, łokciowe, kolanowe. Zachodzi sprzężenie wartości oddziaływań sił w mięśniach i w układzie kostno-szkieletowym na parametry eksploatacyjne pracy stawów człowieka w aspekcie biomechaniki, a w szczególności kinetyki ruchu. Tymi zależnościami zajmuje się właśnie biotribologia.

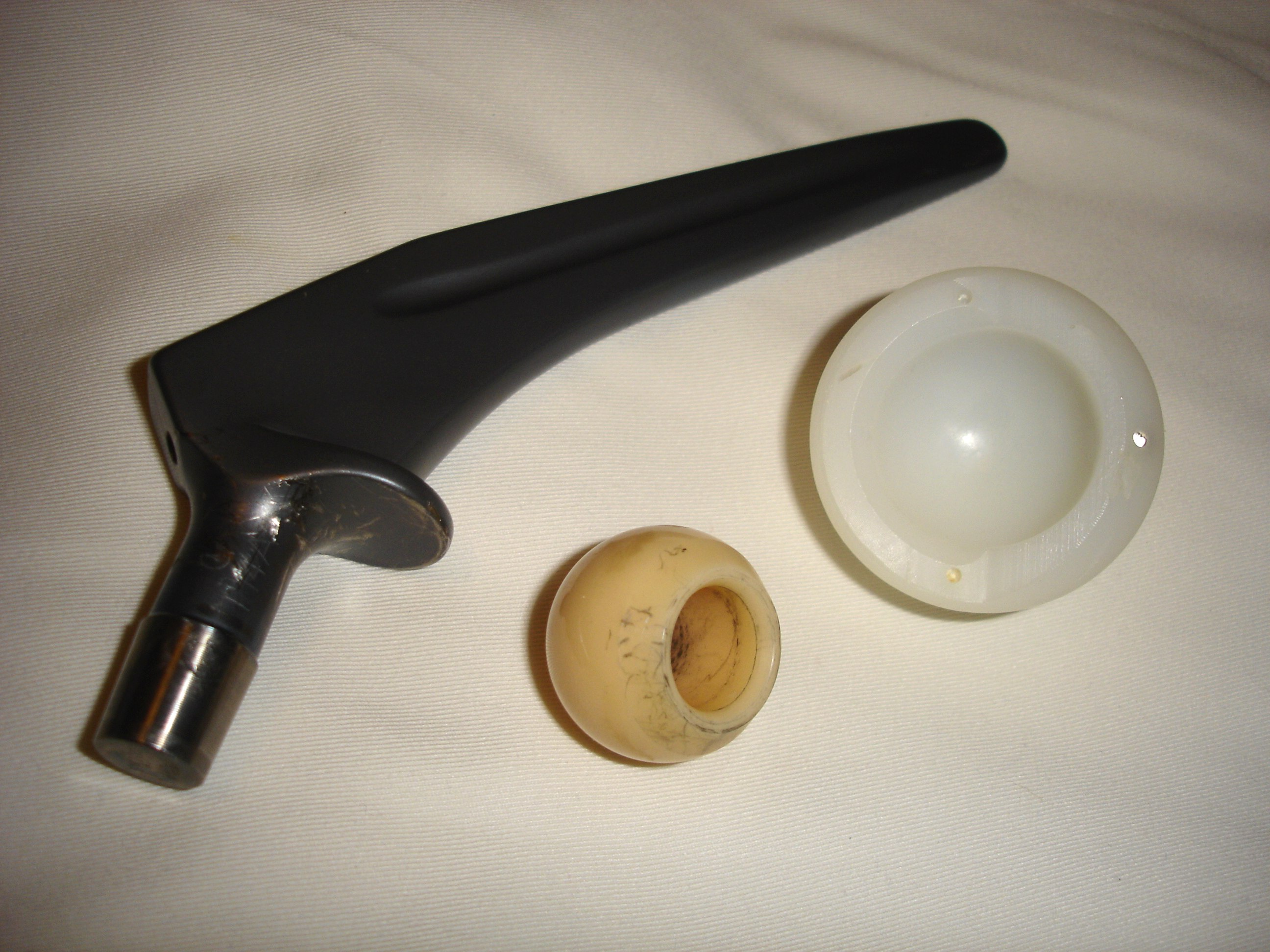
przykład zastosowania biotribologii: proteza stawu biodrowego od lewej: tytanowy trzpień umieszczany w kości, panewka ślizgowa wewnętrzna, panewka ślizgowa zewnętrzna
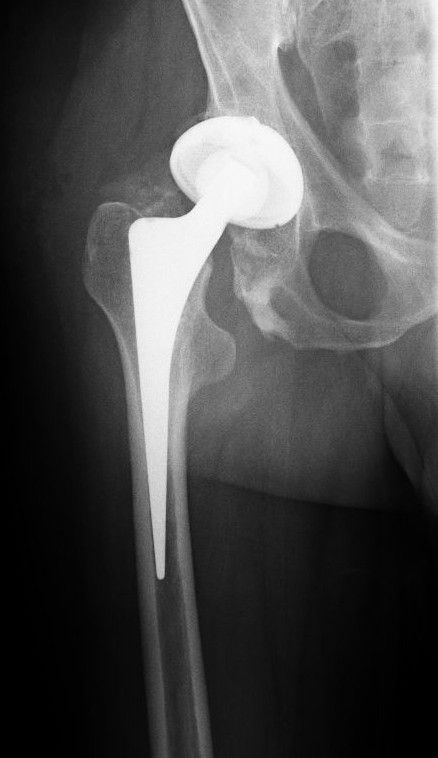
taki sam implant, jak na zdjęciu po lewej, umieszczony w ciele człowieka
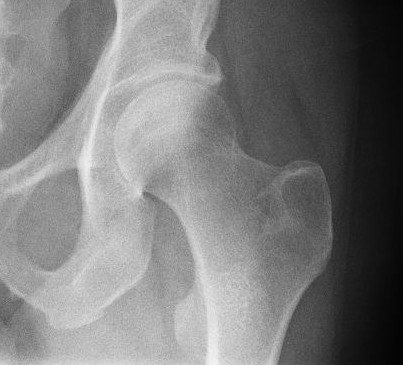
staw biodrowy

## Kierunki badań w zakresie biotribologii
1. Analiza wyznaczania obciążeń, przemieszczeń i momentów zginających oraz skręcających w stawach. Połączenia stawowe są tu potraktowane jako podpory zamocowane w połączeniach stawowych. Kości zakończone przegubowymi połączeniami stawowymi, obciążone są nie tylko siłami statycznymi i dynamicznymi działającymi poprzez układ szkieletowy, lecz także momentami zginającymi i skręcającymi przekazywanymi poprzez cięgna mięśni.
2. Klasyczne, hydrodynamiczne samowzbudne smarowanie z zachowaniem tarcia płynnego lub mieszanego dwóch współpracujących powierzchni kostnych, wykonujących w obrębie stawu niepełny obrót posuwisto-zwrotny. Z tym zagadnieniem ściśle jest związane zużywanie chrząstki stawowej.
3. Hydrodynamiczne wyciskanie smaru pomiędzy dwoma zbliżającymi się do siebie powierzchniami kostnymi w stawie, oddzielonymi warstwą mazi stawowej.
4. Wyznaczanie wytężenia kości i chrząstki oraz jej zużycia.